# Wilhelm Albermann
Wilhelm Albermann (Werden, Essen 28 de mayo de 1835 - Colonia, 9 de agosto de 1913) fue un escultor alemán.

## Datos biográficos
Johann Friedrich Wilhelm Albermann era hijo de un maestro carpintero. A los 16 años se fue a la Escuela del Rectorado de Werden y luego se graduó en Elberfeld donde aprendió el oficio de escultor de madera. En 1855 fue a Berlín llamado para hacer el servicio militar, cumplido con su deber en el segundo regimiento Garde-Grenadier. Su comandante de la compañía reconoció el talento artístico de Albermann y le permitió, durante el servicio y en uniforme, visitar la Academia de las Artes de Prusia. Durante este tiempo Albermann se unió sucesivamente al Club de Lectura Católica, a los primeros estudiantes de la corporación KV, ahora llamada K.St.V. Askania-Burgundia.
Albermann trabajó entonces primero para los maestros Hugo Hagen y August Fischer. En 1864 su regimiento fue movilizado y como soldado participó en la guerra contra Dinamarca en 1865 y luego volvió a Colonia. Allí trabajó como escultor independiente. A instancias de la ciudad de Colonia y el gobierno del distrito de Colonia en 1871, fundó una escuela de arte comercial (del alemán: Gewerbliche Zeichenschule), a la que se vinculó como profesor y fue su director hasta 1896 . De 1893 a 1900 fue concejal de la ciudad de Colonia. En 1902 le fue concedido el título de profesor.
Albermann dejó muchas obras. Es el autor de las estatuas de Ferdinand Franz Wallraf y Johann Heinrich Richartz, instaladas en el Museo de Artes Aplicadas de Colonia. Otros trabajos suyos son la fuente de Johann von Werth en el Mercado Viejo (en alemán: Alter Markt) y la fuente de Hermann-Joseph en Waidmarkt. Sus esculturas arquitectónicas adornan muchos hogares y edificios monumentales en Colonia, para las iglesias de Renania, creó altares, vírgenes y santos.
Albermann retrató notablemente a personas ilustres, gente del ejército y funcionarios políticos de la época y, aunque católico y renano, también hizo un monumento del Kaiser Guillermo II.
En el cementerio Melaten (en alemán: Melaten-Friedhof), donde Wilhelm Albermann encontró su lugar de descanso final, existen alrededor de veinte tumbas talladas por él y su equipo de estudio.

## Obras
Entre los monumentos públicos, fuentes, estatuas de Wilhelm Albermann se incluyen las siguientes:
Colonia
- Retrato sentado de Ferdinand Franz Wallraf
- Retrato sentado de Johann Heinrich Richartz
- Monumento fúnebre a Ferdinand Franz Wallraf y Johann Heinrich Richartz en el cementerio Melaten (destruido durante la guerra)

- Fuente Hermann-Joseph (1894)
- Fuente de Jan-von-Werth en el Alter Markt (conservada)50°56′18″N 6°57′36″E / 50.93833, 6.96000

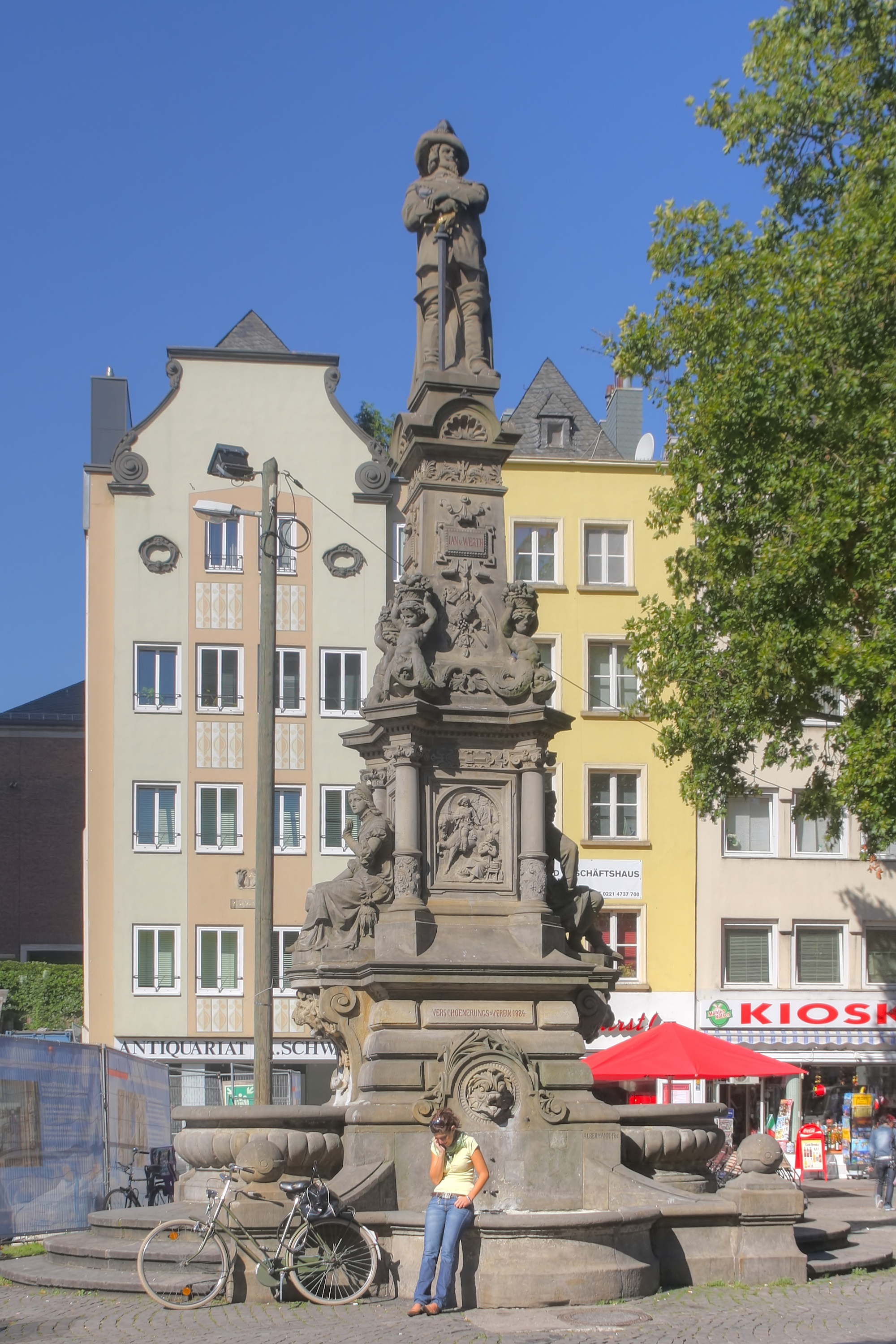
Jan van Werth
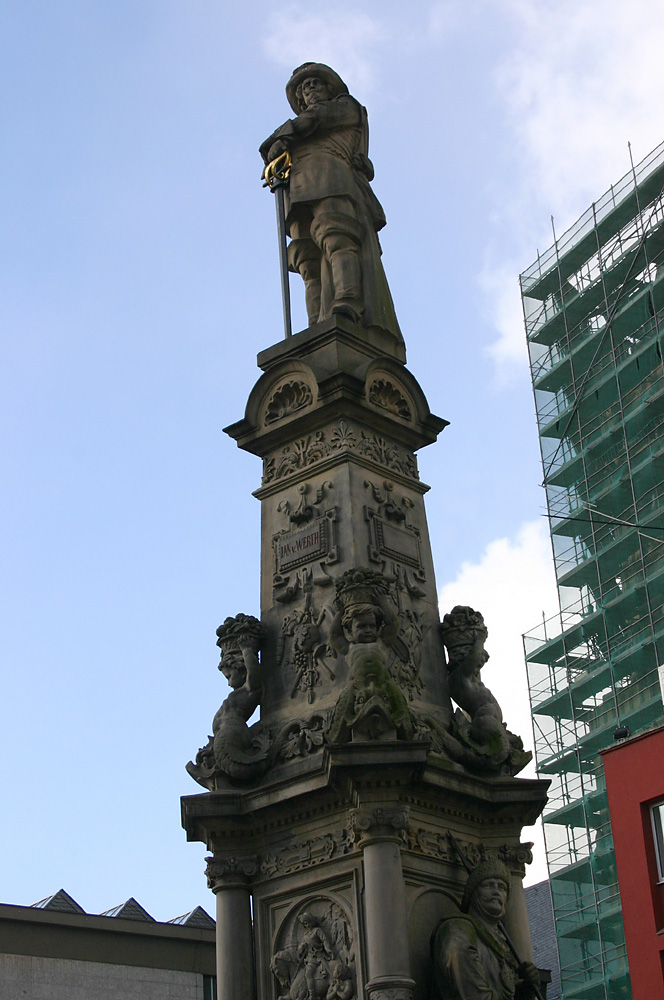
Jan van Werth
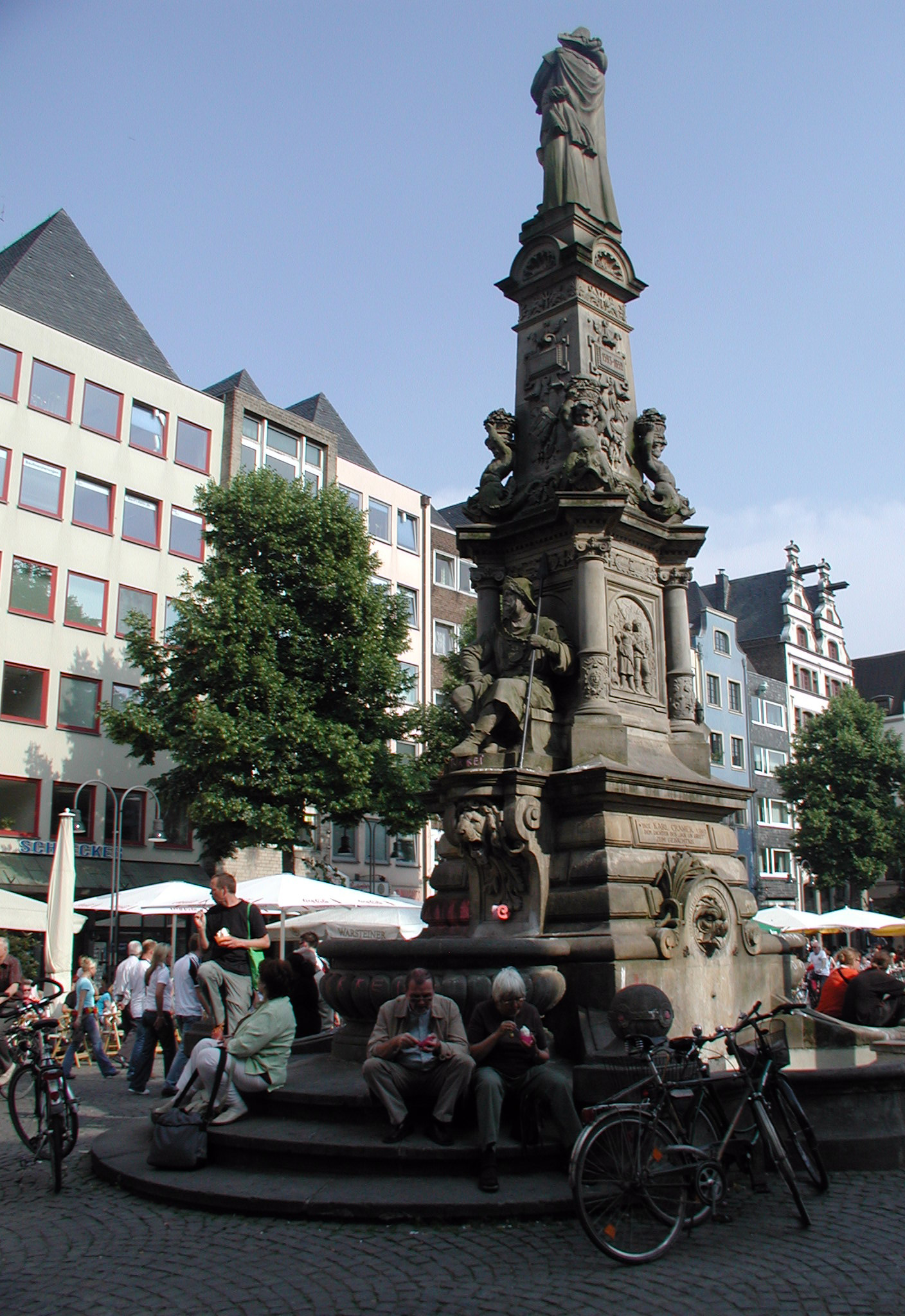

Düren
- Grupo del Monte de los Olivos en la casa de la madre de Dios (en alemán: Muttergotteshäuschen - a título póstumo terminado el 20 de septiembre de 1913)

Düsseldorf
- Kunsthalle: cariátides después de la destrucción durante la guerra, reinstaladas en la sala de nueva construcción

Eschweiler
- Estatua de Antonius - Antoniusstatue en la Escuela de Nuestra Señora (Liebfrauenschule)

Essen
Distrito Kettwig
- monumento conmemorativo para los caídos de la guerra en 1866 y 1870/1871 con estatuas de Guillermo I de Alemania , Otto von Bismarck y el General Mariscal de Campo Helmuth von Moltke

Distrito Werden

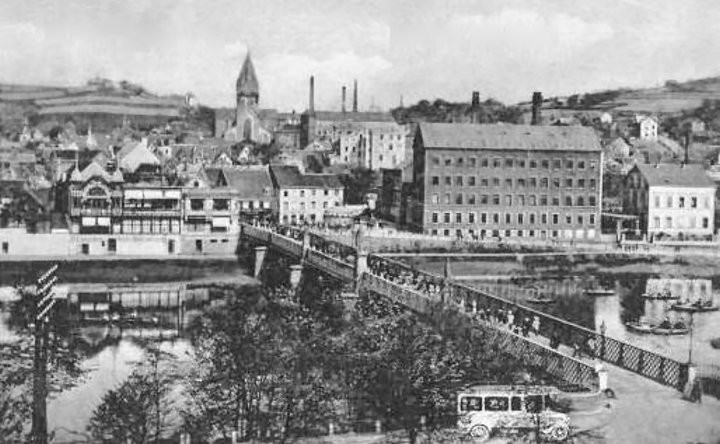
Foto del Puente del Rey de Werden en 1915

- tres retratos del puente del Rey (en alemán: Königsbrücke): Kaiser Guillermo I de Alemania, Otto von Bismarck, Helmuth von Moltke (reinstalados en otro lugar)
- Estatua del Kaiser Federico III de Alemania. (conservada)

Hilden

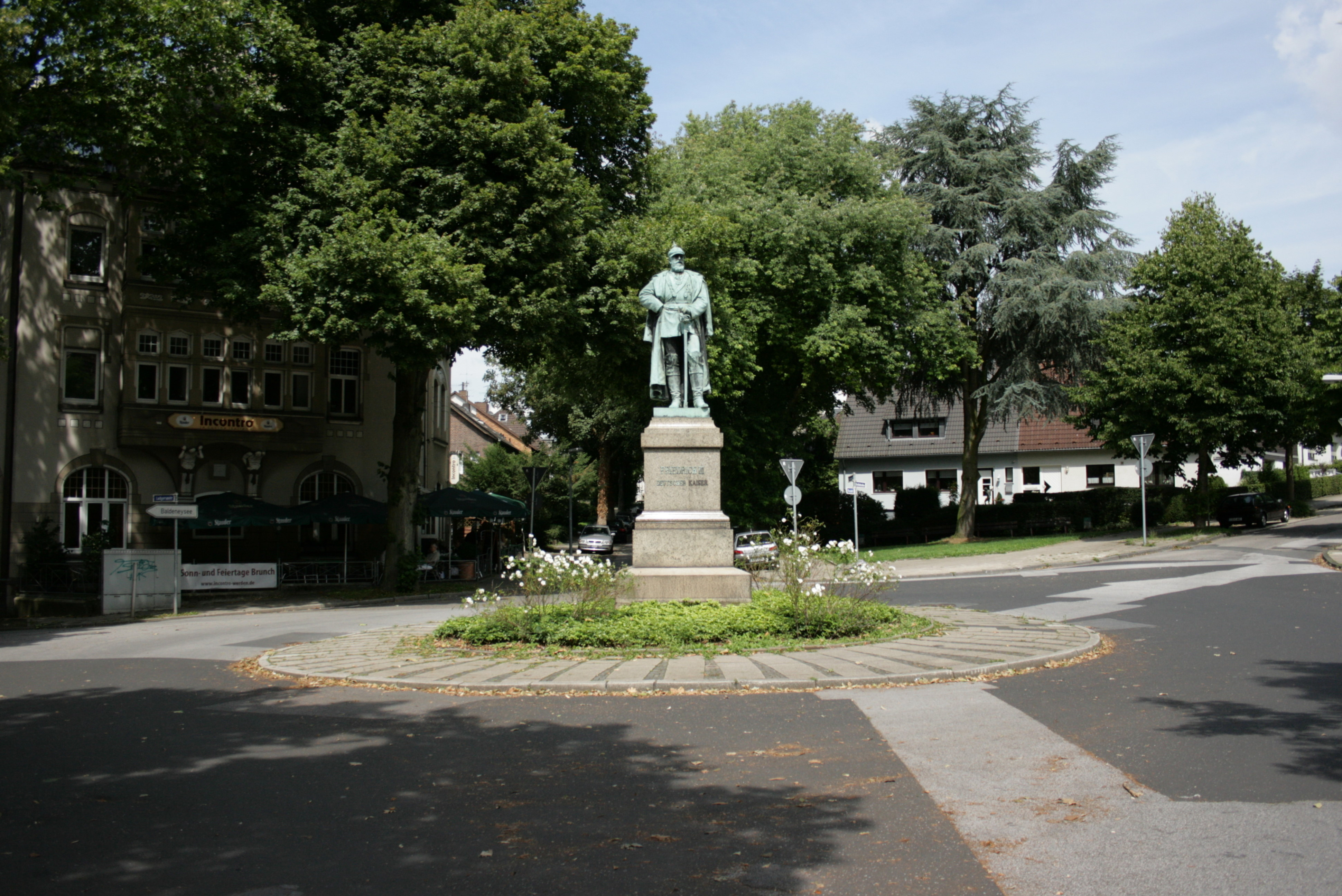
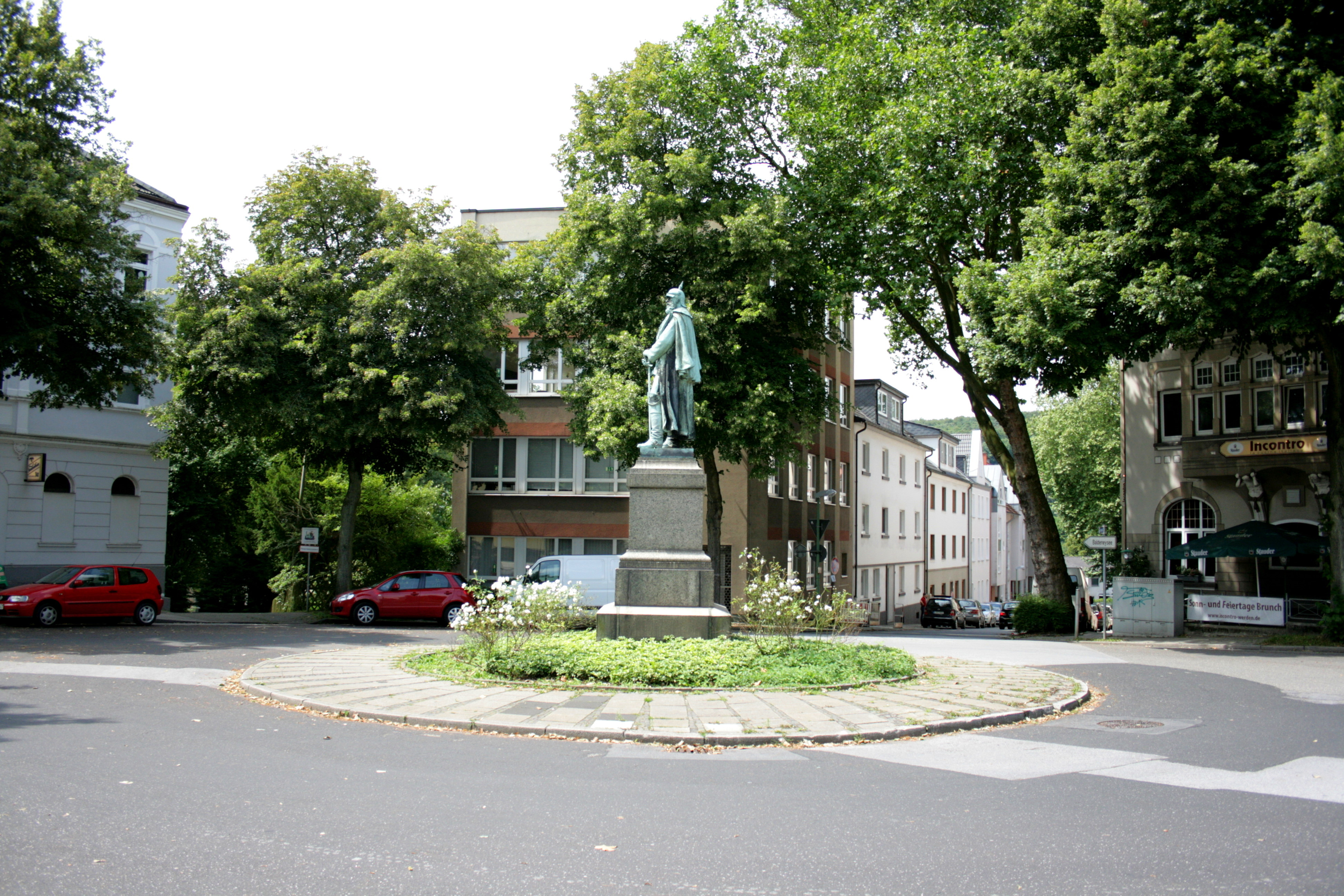
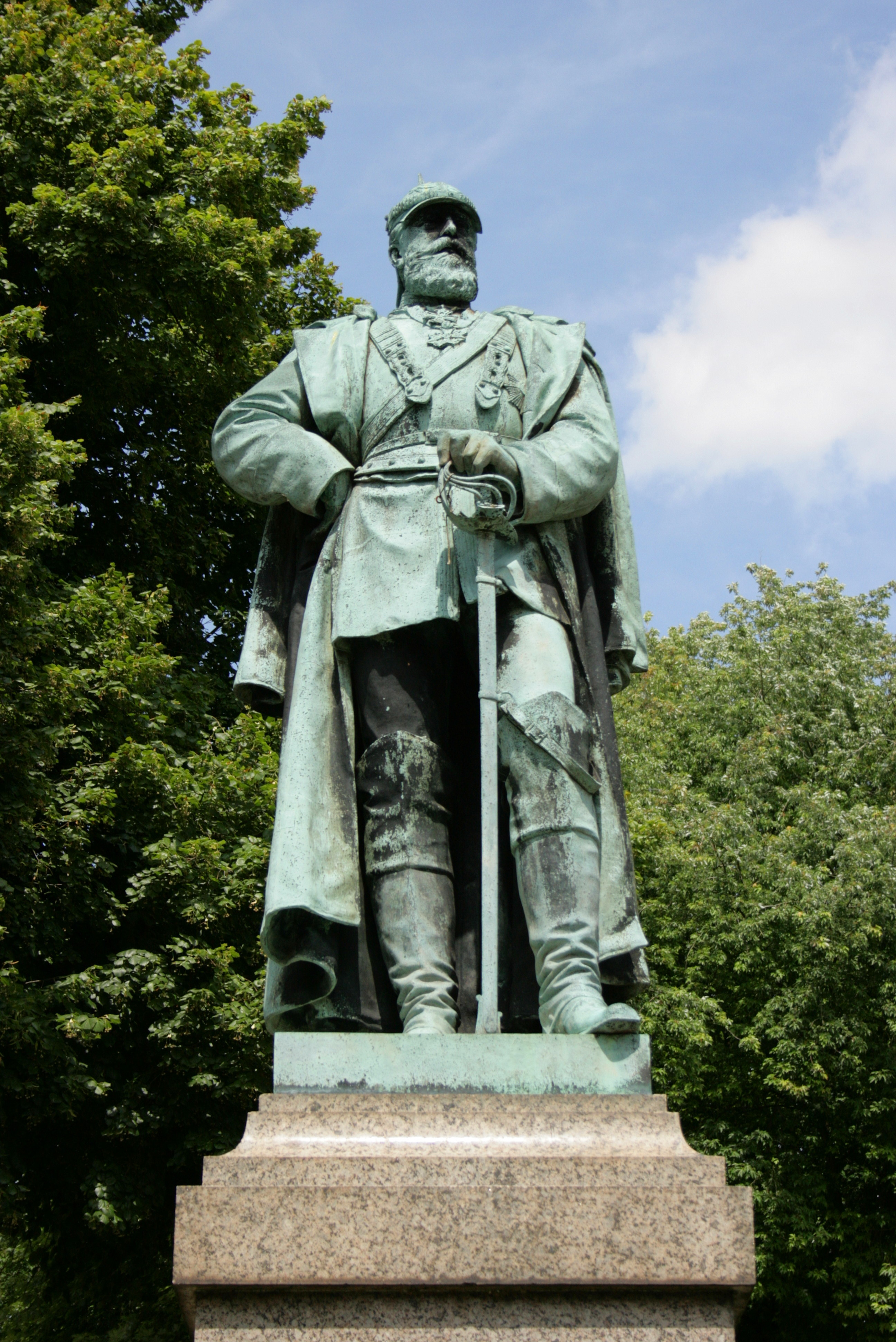

- Estatua del Kaiser Guillermo I de Alemania.

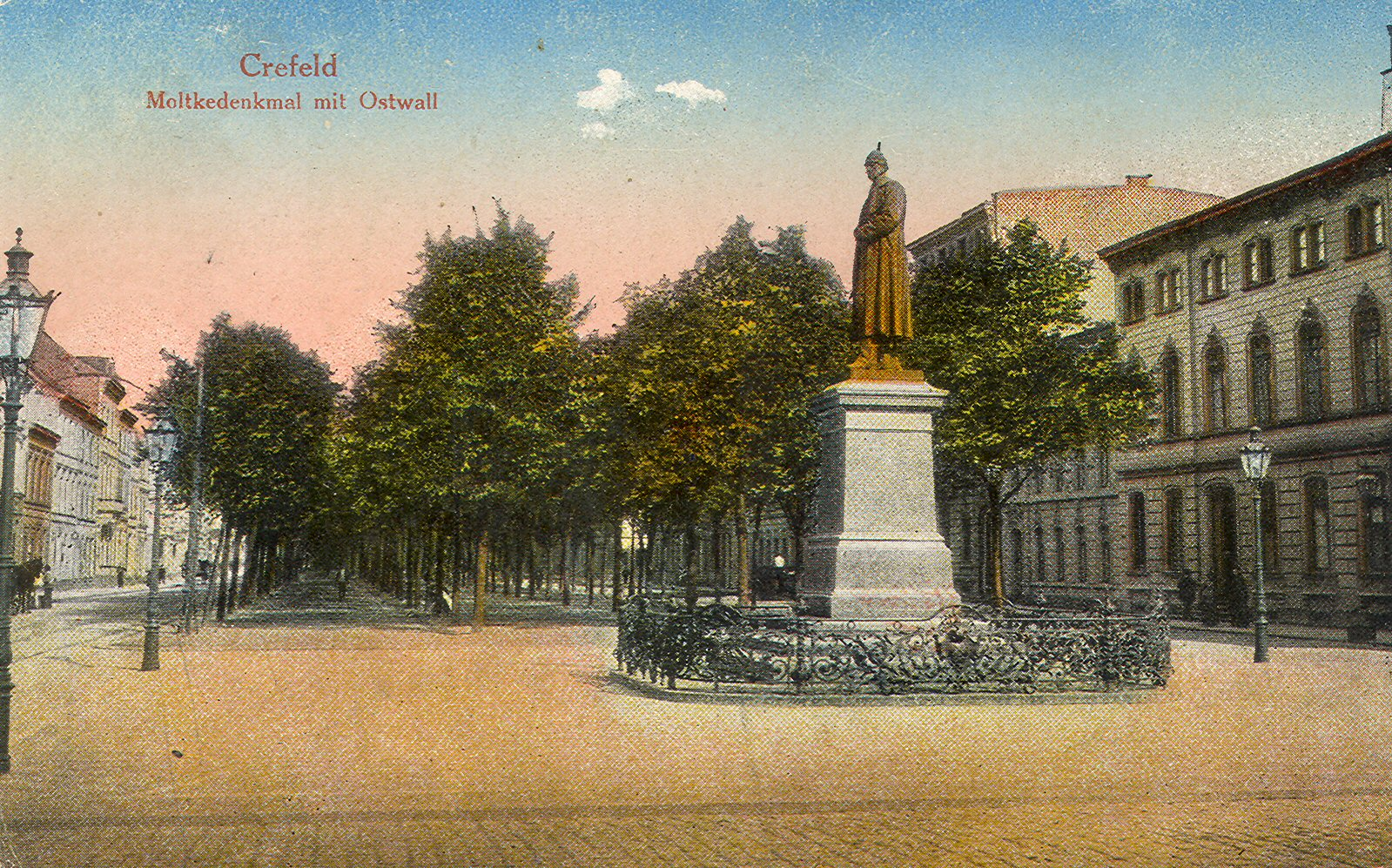
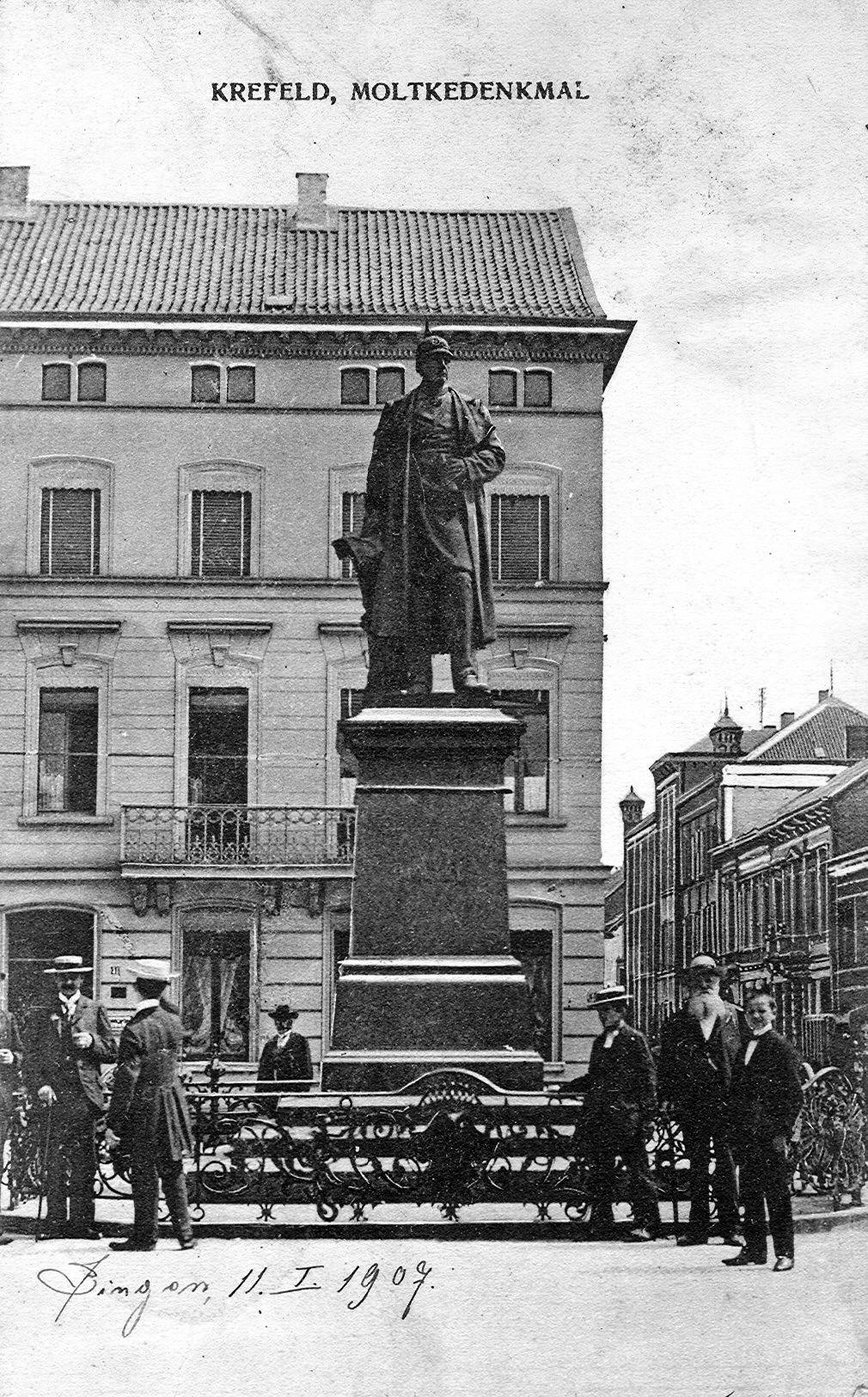
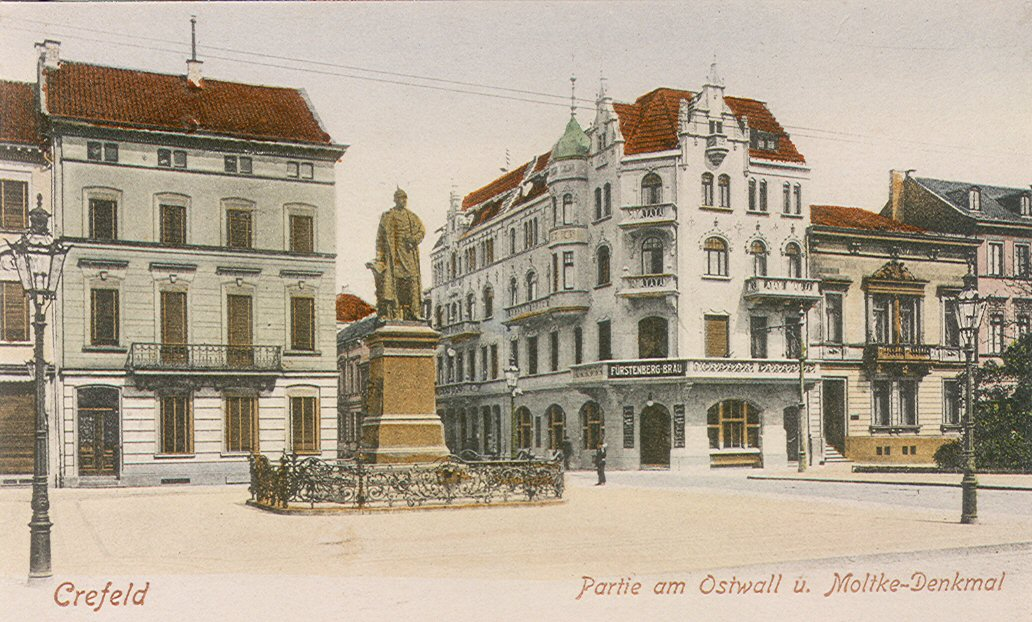
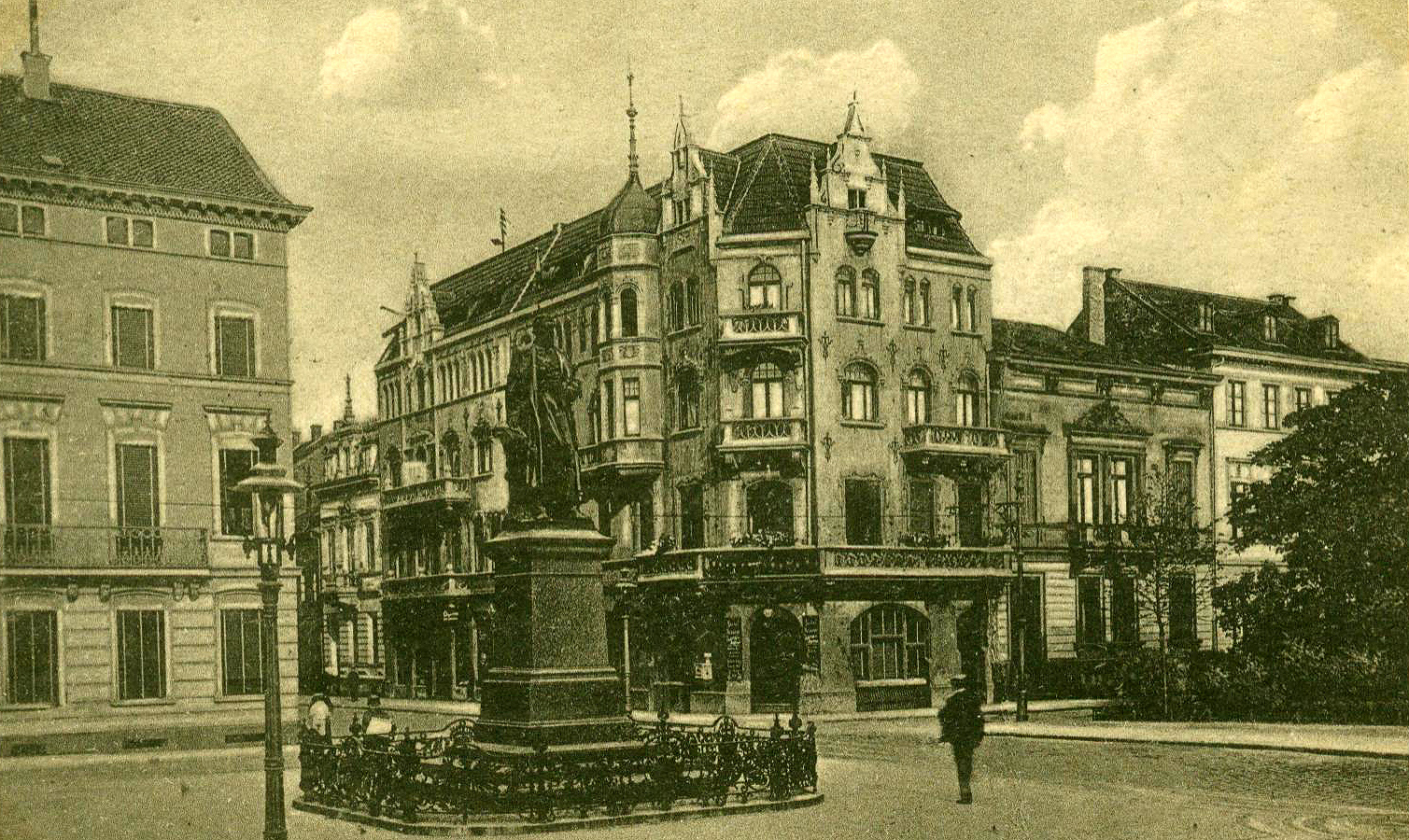

- Fuente Bismarck

Krefeld
- Estatua de Helmuth von Moltke

Mönchengladbach
- Crucifixión 1902 (destruido en la guerra)

Moresnet (Bélgica)
- Estaciones de la Cruz (viacrucis) en la iglesia de los Franciscanos

Sinzig
- estatua de Federico I Barbarroja

La estatua del emperador Hohenstaufen, con una altura de 4,5 metros, fue inaugurada con motivo de las bodas de plata de la pareja Bunge en 1875. En 1951 el monumento fue colocado en el parque por debajo de la Iglesia Católica de San Pedro.
Solingen

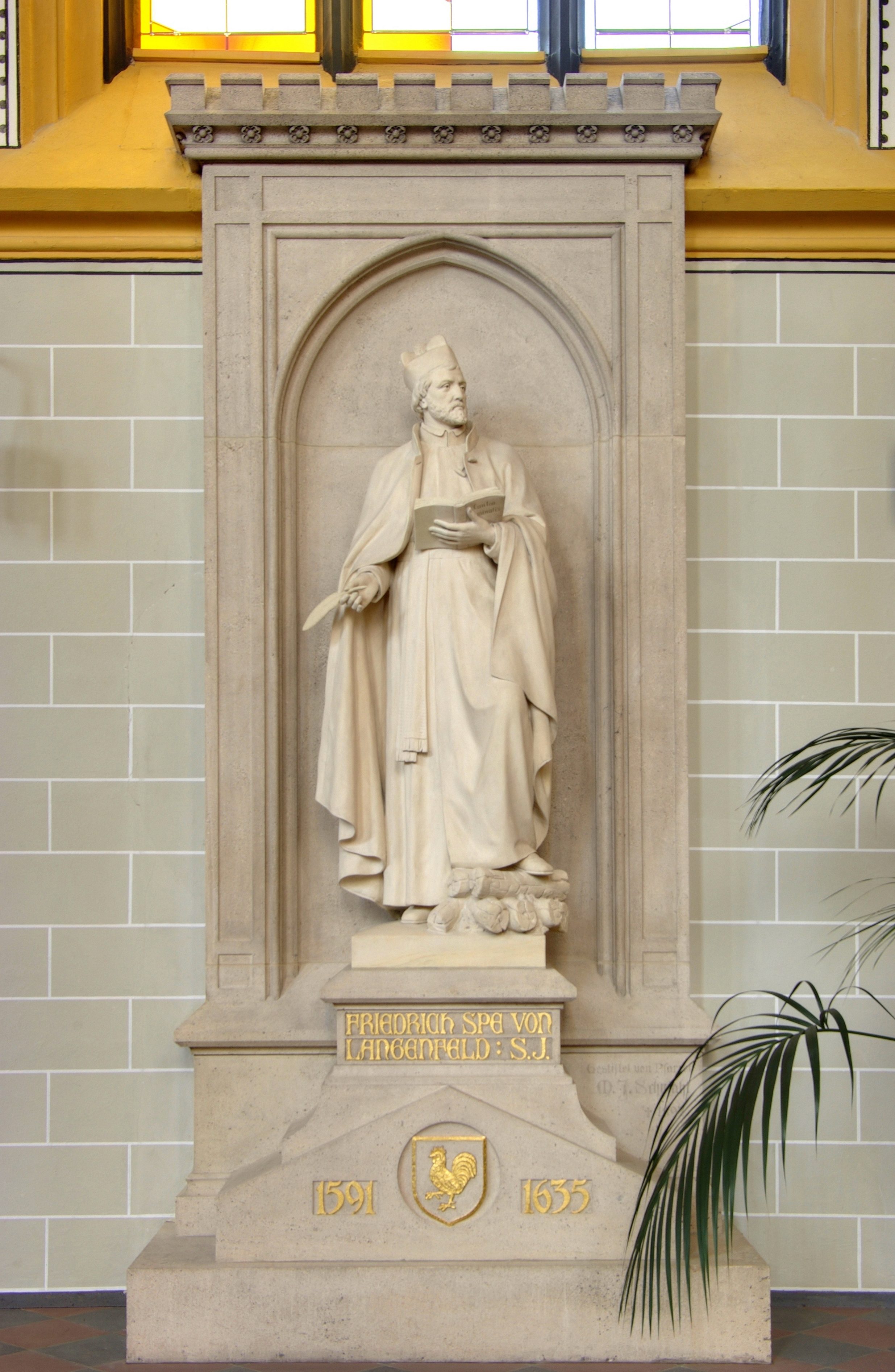
Friedrich Spee en Tréveris.

- La figura de un herrero-cuchillero se instala en una fuente en el Mercado Viejo en el año 1895 y se destruye en 1944
- Memorial de la Guerra - Kriegerdenkmal , con el texto en alemán:

Solingen seinen im Jahre 1870-1871 für König und Vaterland gefallenen Heldensöhnen
Solingen en el año 1870-1871 a sus hijos, héroes caídos por su rey y por el país

Creado en 1875 y eliminado el 30 de noviembre de 1955
Tréveris
- Estatua de Friedrich Spee , en la nave sur de la iglesia de los jesuitas

Viersen-Süchteln
- Memorial de guerra del Condado por los caídos de la guerra de 1870/1871 de Süchtelner Höhen, retrato en relieve del emperador Guillermo I, placas y pilares de los lugares de la masacre

Wuppertal
- Memorial de Guerra en la Plaza Real (hoy Laurentiusplatz ) enfrente de la iglesia de San Lorenzo en Elberfeld, inaugurado el 30 de julio de 1881 (no conservado)
- Fuente de hadas - Märchenbrunnen en Wuppertal Barrio del Parque Zoológico de 1897

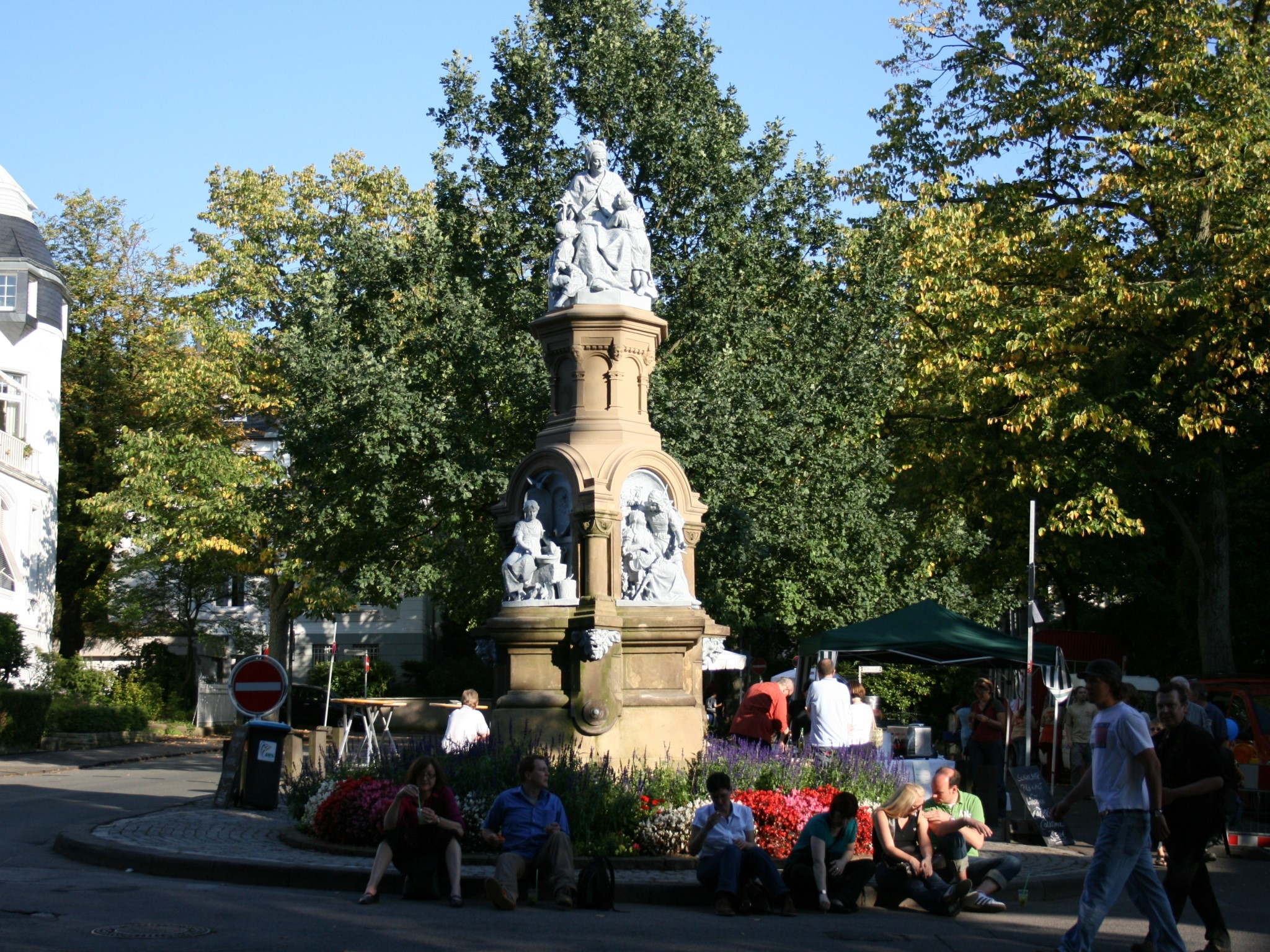
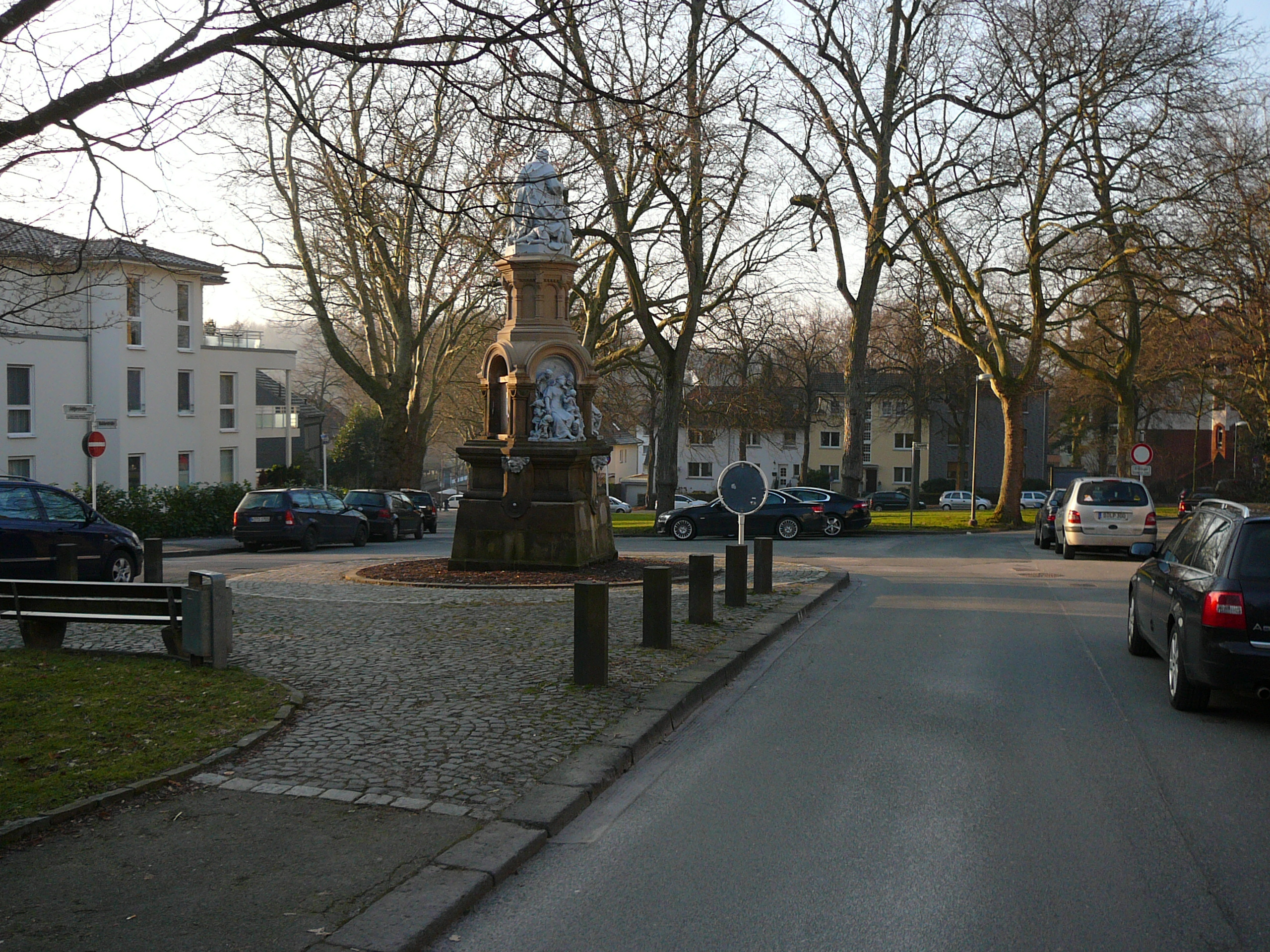
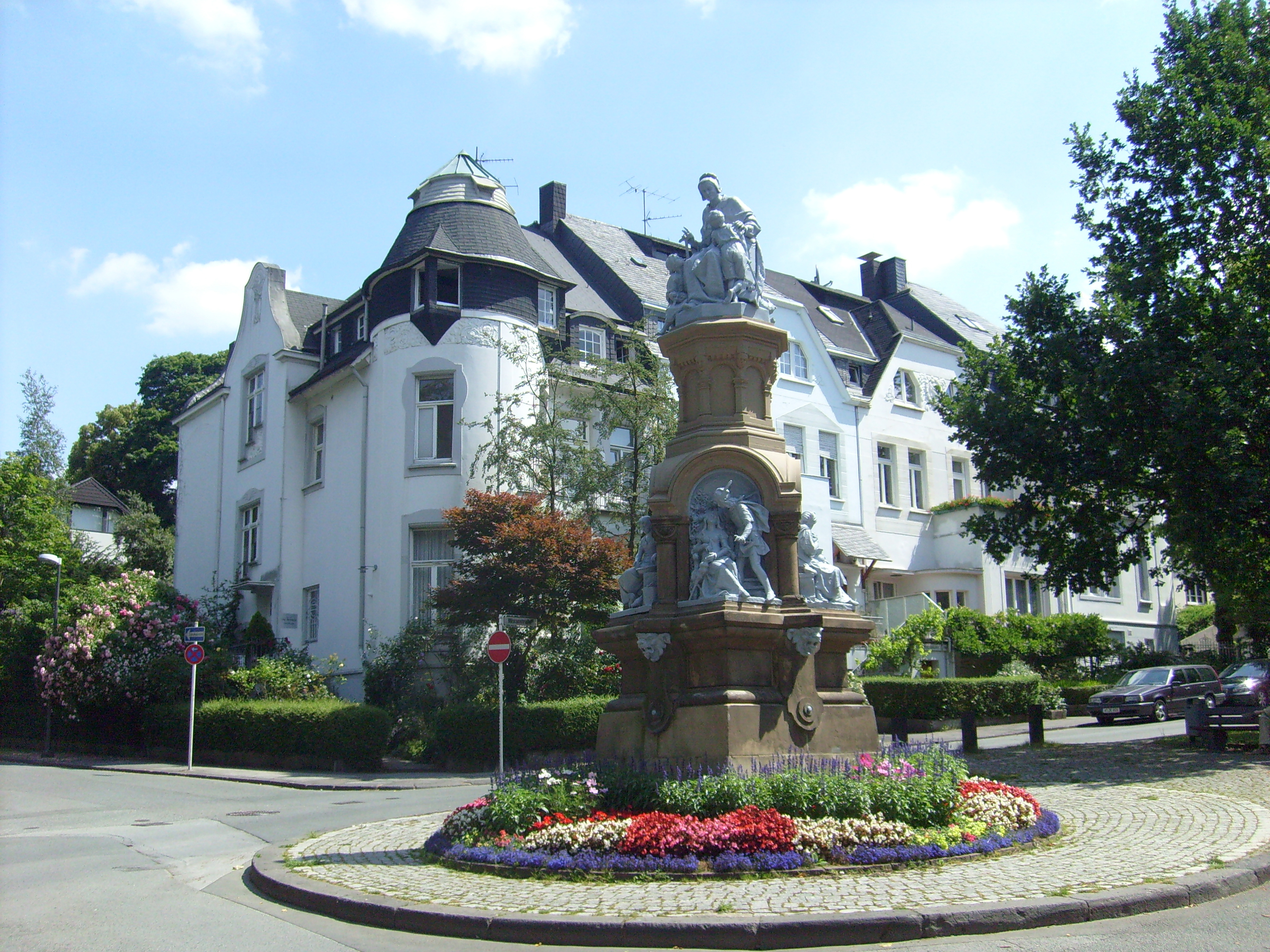
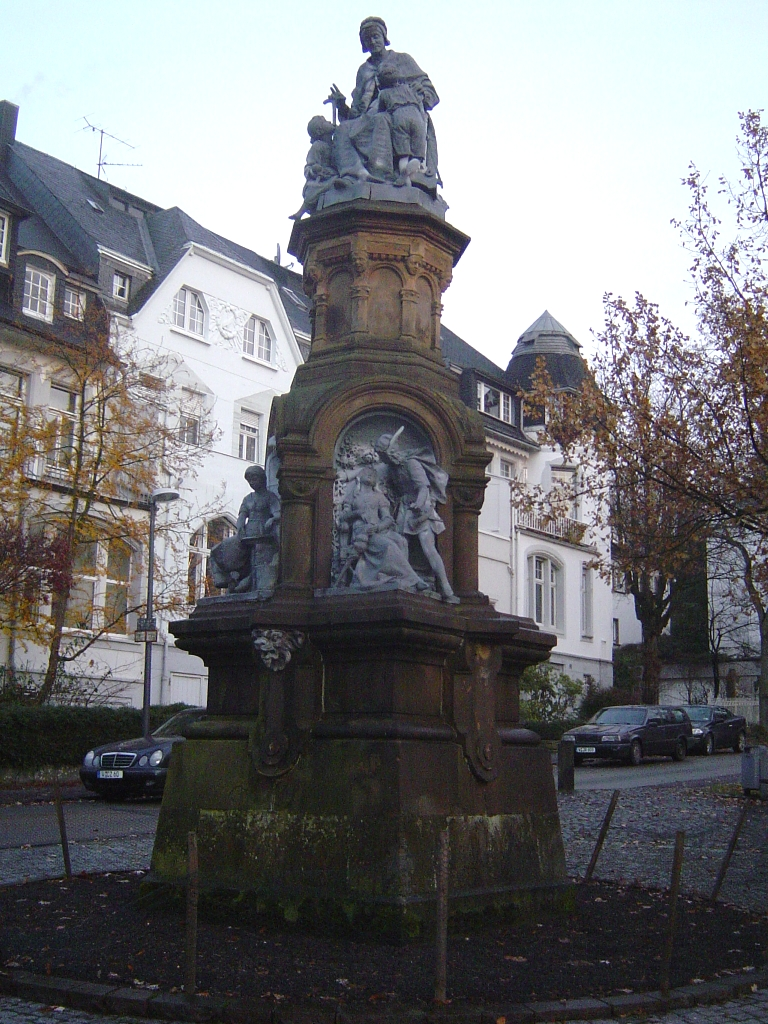
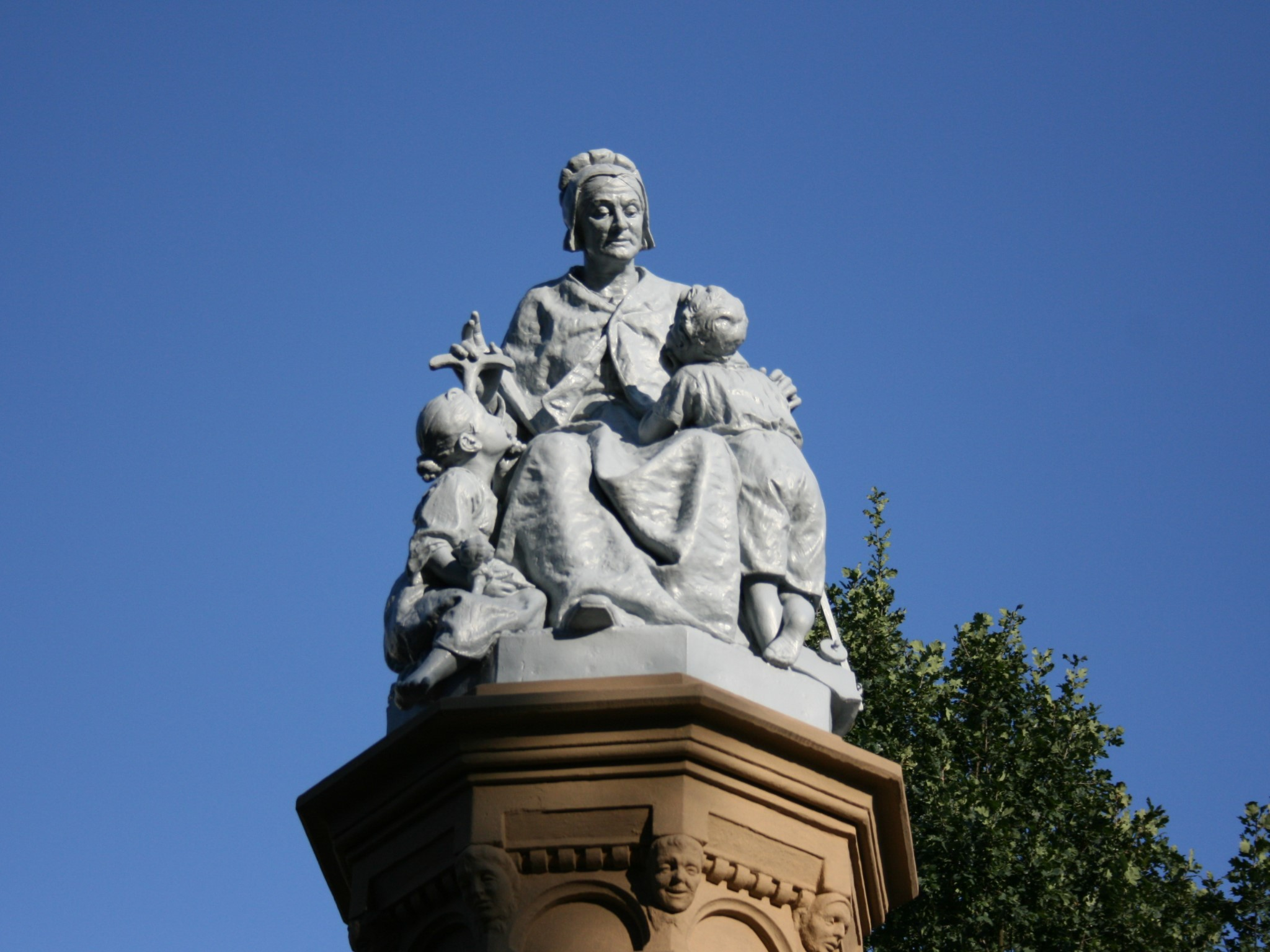
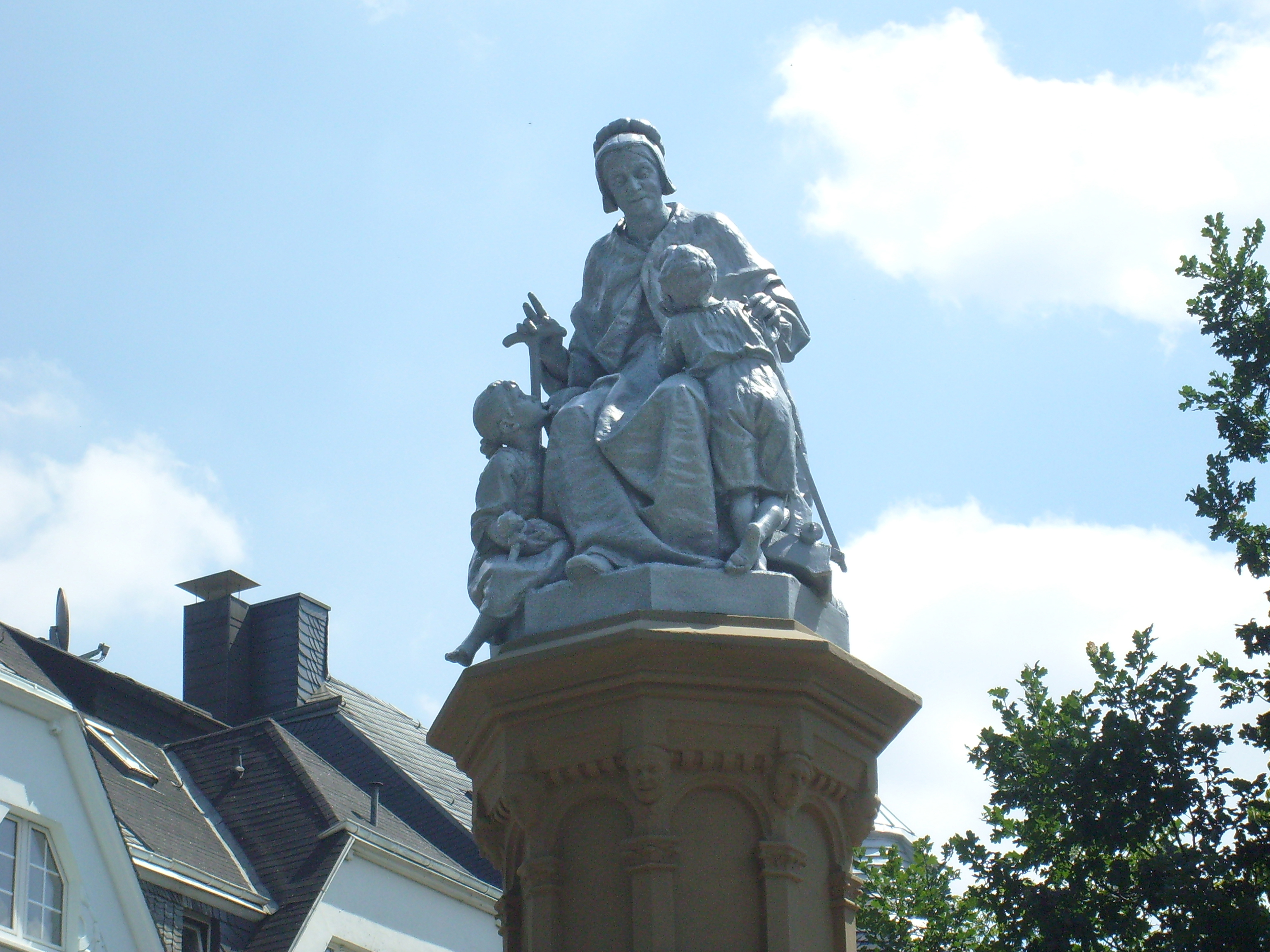
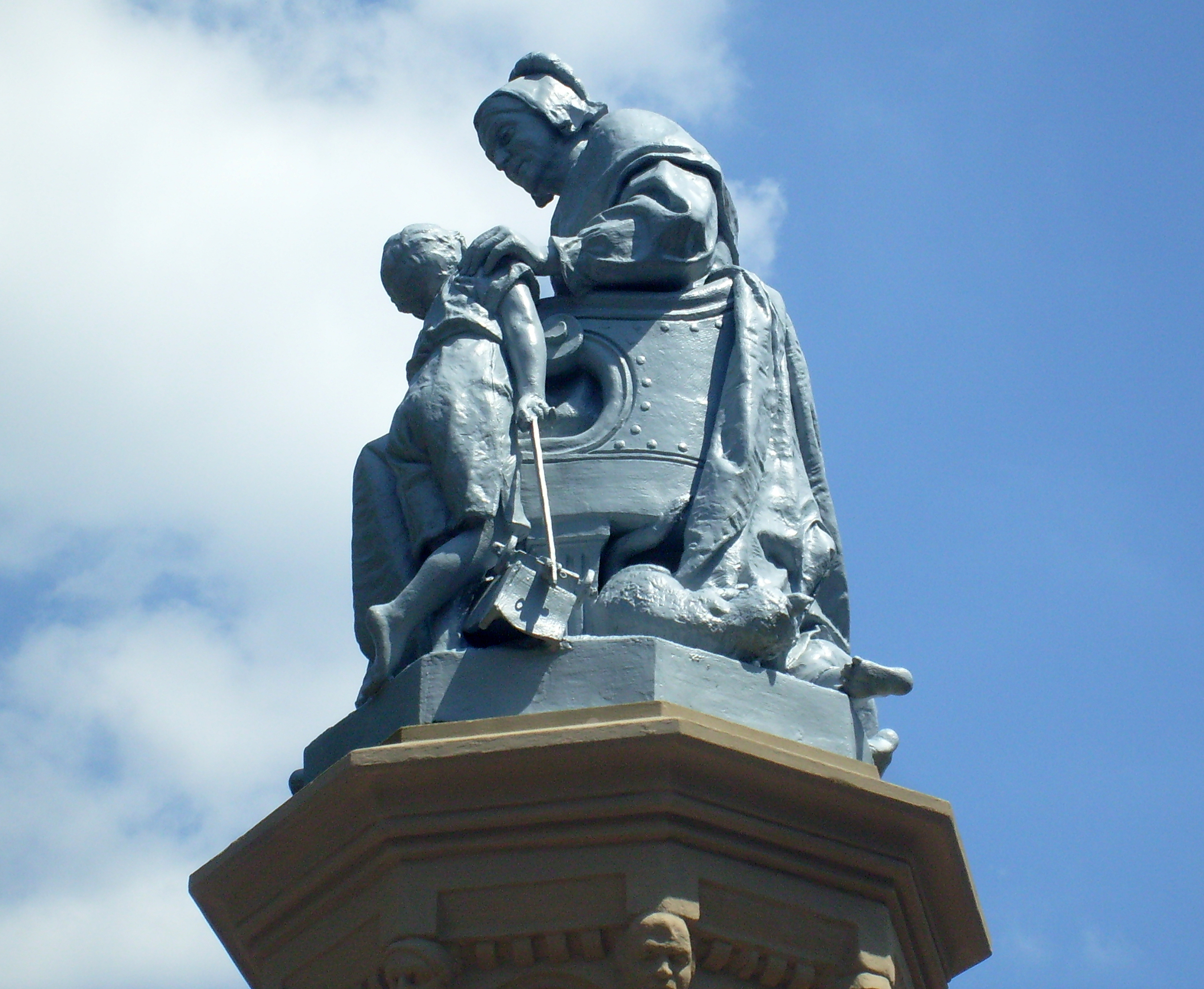
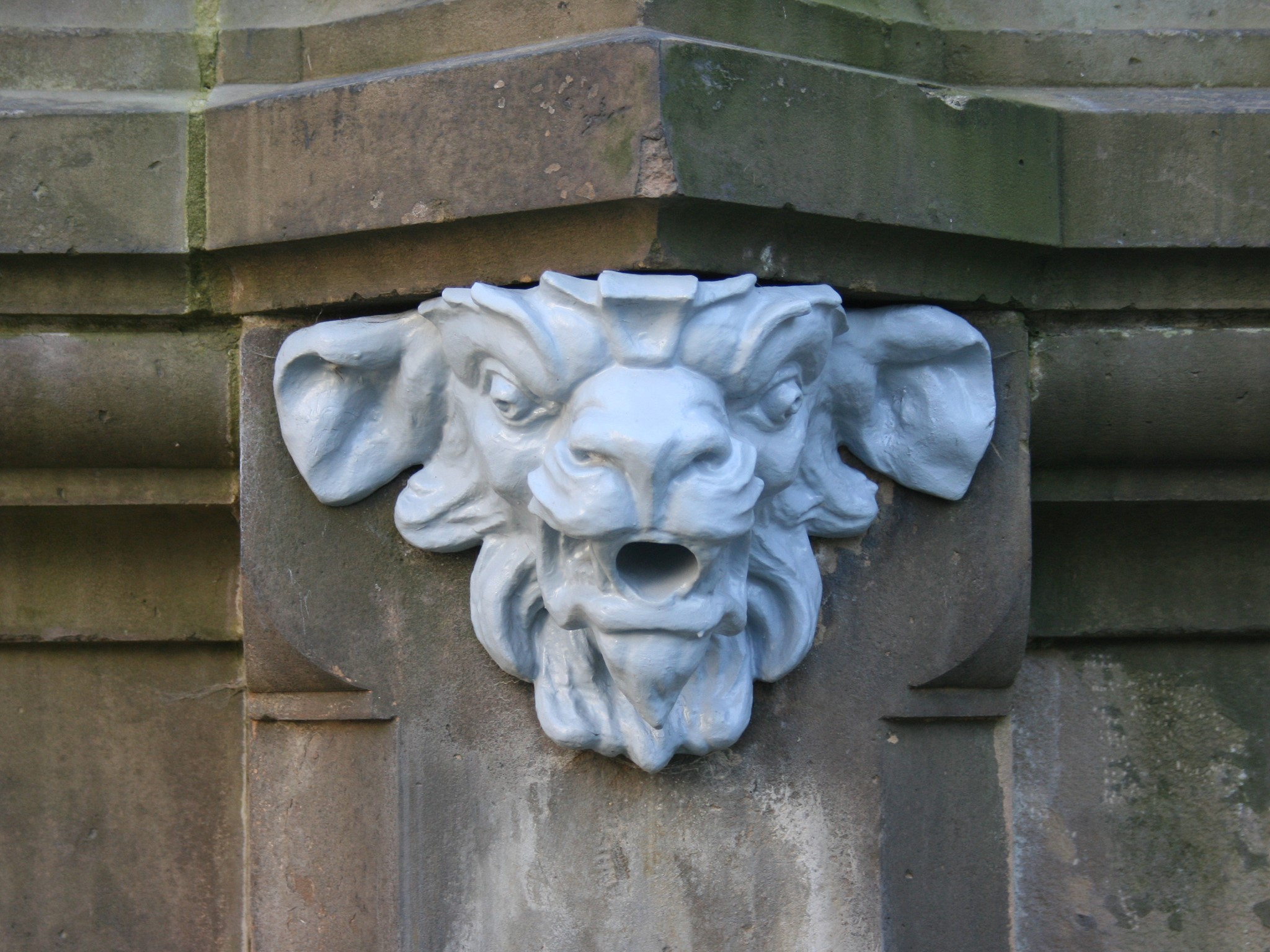
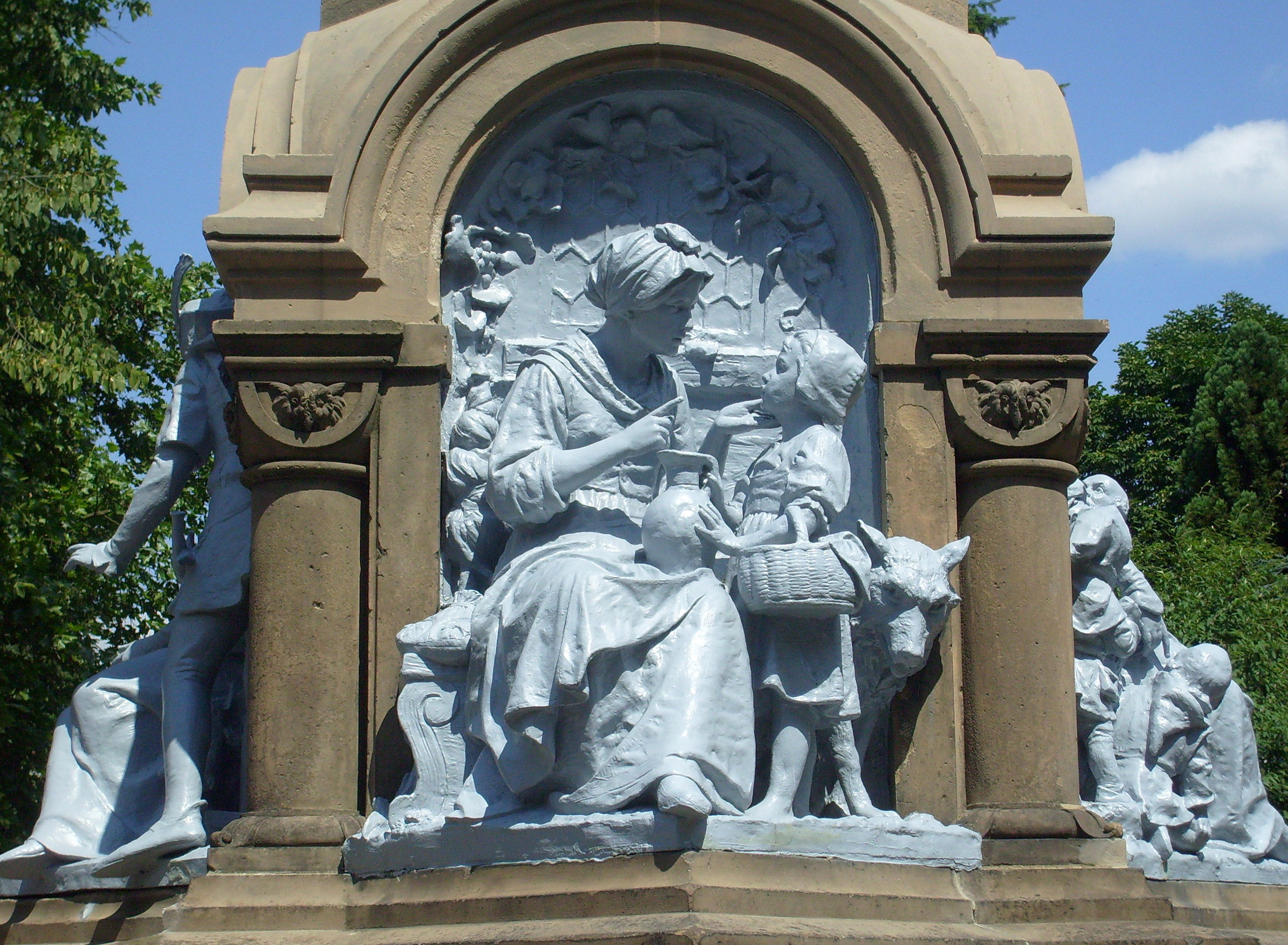
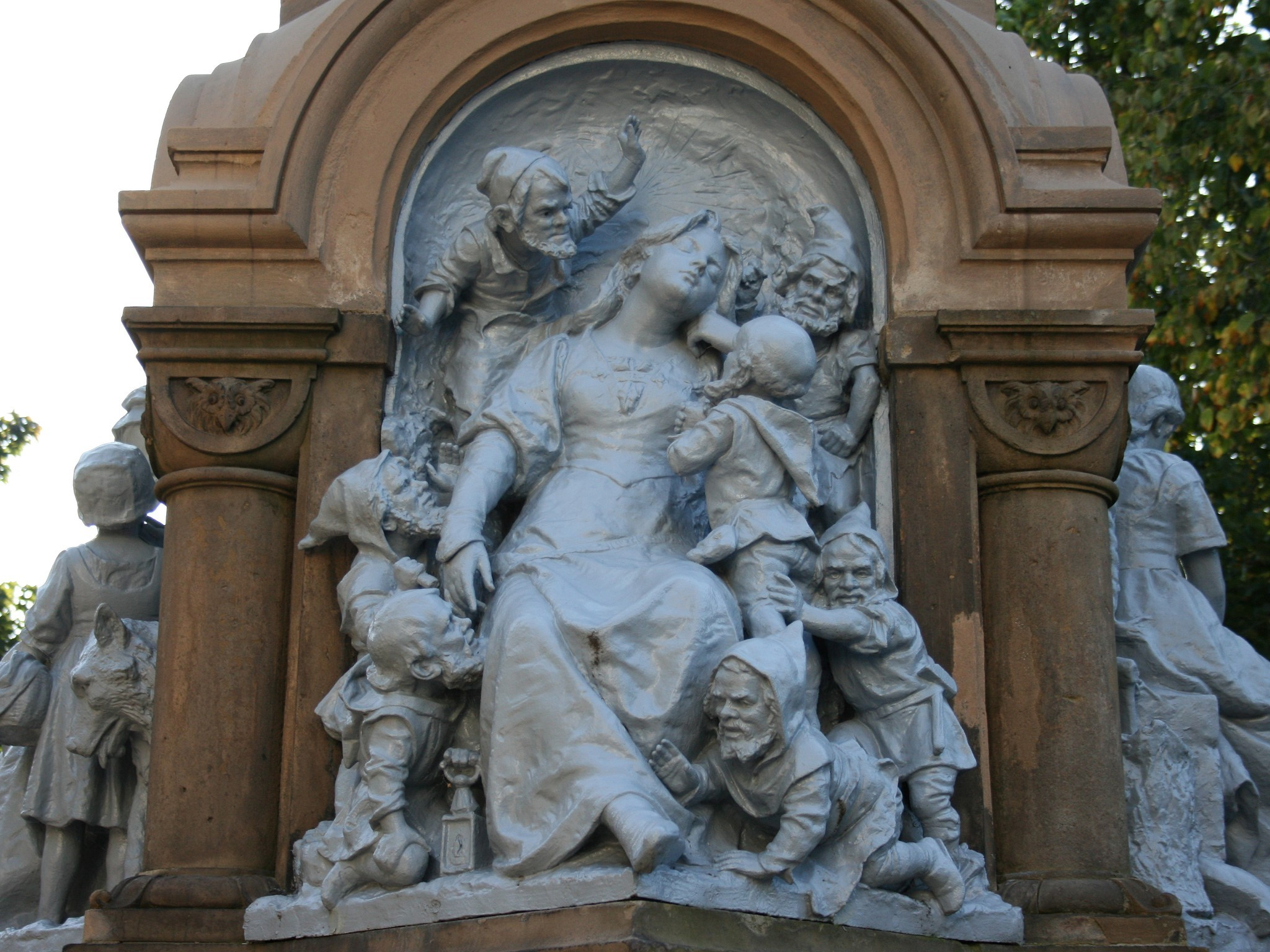
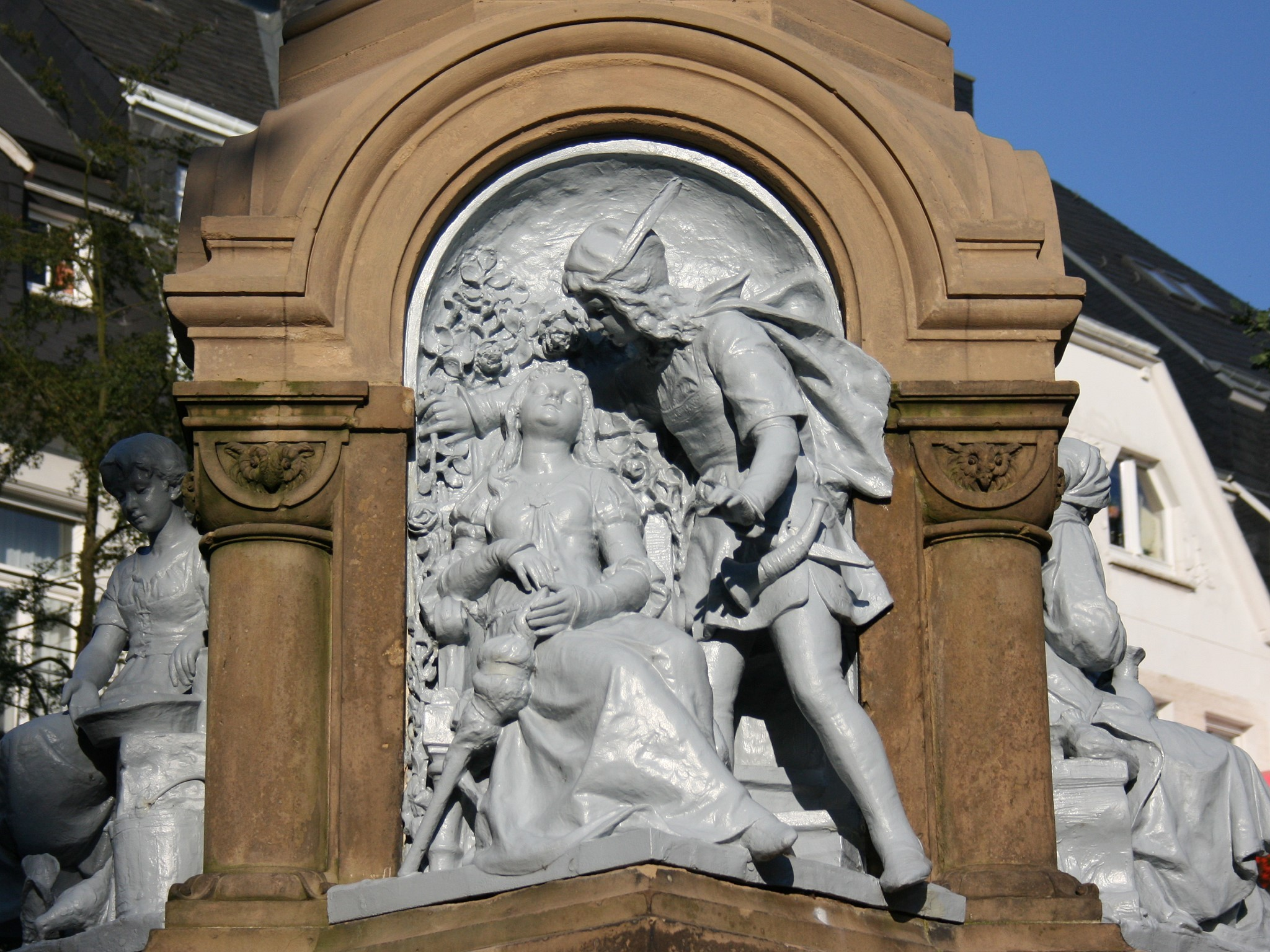
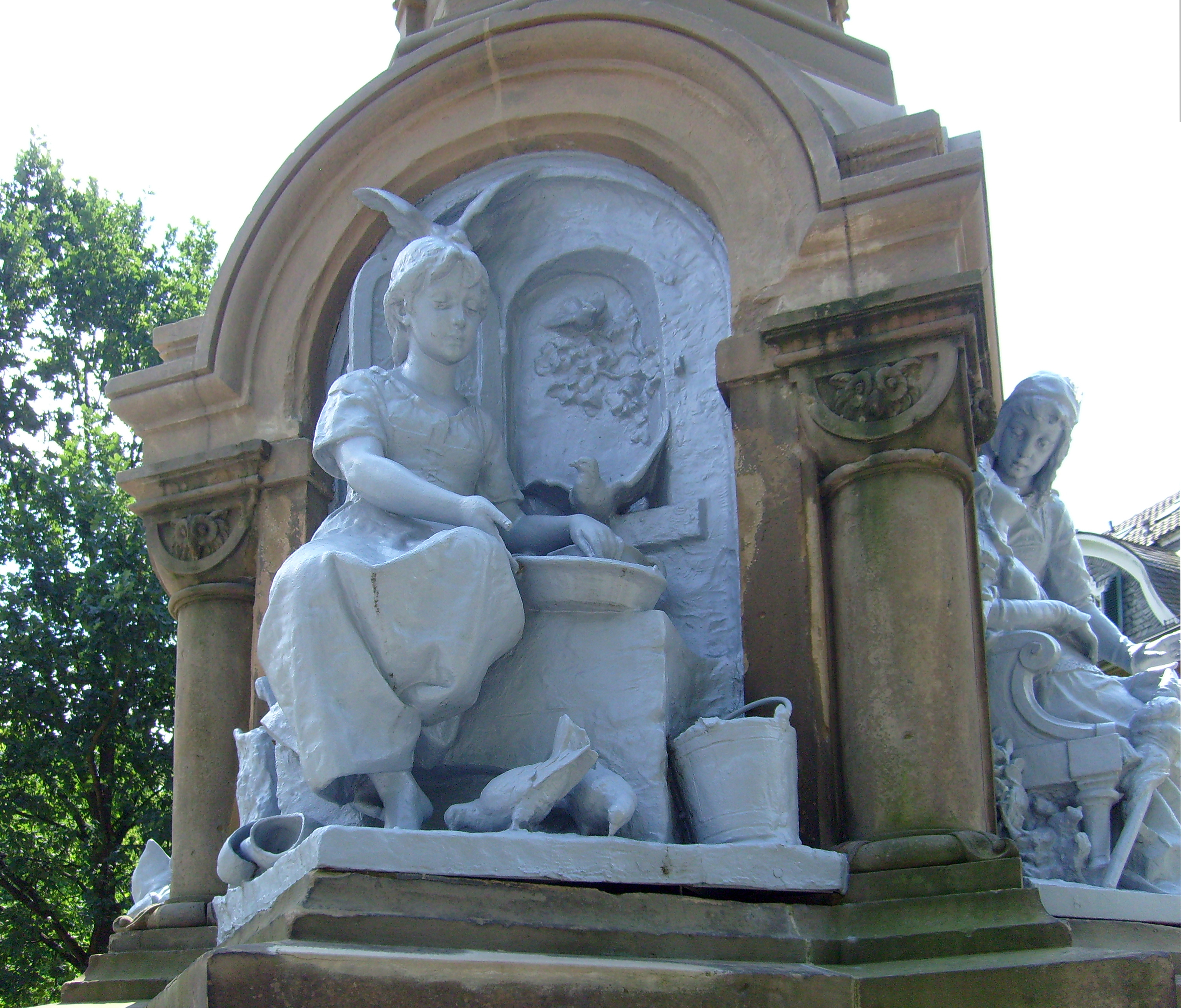

(pinchar sobre la imagen para agrandar) 